# جنی ویلیامز (بازیکن فوتبال)
جنی ویلیامز (انگلیسی: Jenny Williams؛ زادهٔ ۱۹۵۷) روان‌شناس اهل استرالیا است.